# マヌエル・ソリス
マヌエル・ソリス・パルマ（Manuel Solís Palma、1917年12月3日 - 2009年11月6日）は、パナマのロス・サントス県出身の政治家。民主革命党に所属していた。
1988年2月、エリク・アルトゥーロ・デルバイエ大統領がパナマ軍最高司令官のマヌエル・ノリエガを解任した。これに反発した議会は国会にてデルバイエ大統領を罷免し、当時の教育相であったマヌエル・ソリスを大統領代行に任命した。代行を1988年2月26日から1989年9月1日まで務めたのちフランシスコ・ロドリゲスに大統領の座を譲った。
2009年11月6日、パナマ市にて肺水腫により死亡。91歳だった。